# Bariera reprodukcyjna
Bariera reprodukcyjna, bariera rozrodcza, czy też bariera niepłodności – w biologii i teorii ewolucji, przeszkoda uniemożliwiająca płciową międzygatunkową wymianę informacji genetycznej, która wynika z nadprogowej odmienności genomów.
Typowo może to być różna liczba chromosomów lub komplikacje procesu mejozy przy wytwarzaniu komórek rozrodczych, gamet. Płciowa izolacja powstaje wskutek nagromadzenia się mutacji w rozdzielonych pulach genowych podgatunków.
Okres powstawania bariery płciowej zależy szybkości rozmnażania i szybkości mutagenezy. W przypadku wilka i szakala po milionie lat separacji krzyżówki dają płodne potomstwo. Człowiek rozmnaża się, w porównaniu z innymi ssakami, dość wolno, należy więc spodziewać się, że powstanie bariery niepłodności u człowieka wymaga najwięcej czasu. Niedawne badania genetyczne potwierdziły, że rozdzielanie się linii rodowych człowieka i szympansa trwało bardzo długo - ponad milion lat
W wyjątkowych przypadkach możliwy jest przepływ informacji genetycznej w poprzek bariery niepłodności. Ekstremalnie rzadkim lecz wielokrotnie wykazanym przypadkiem przekraczania bariery niepłodności jest poziomy transfer genów.